# Morning Has Broken (lied)
Morning Has Broken is een single van Cat Stevens uit 1972.

## Geschiedenis
Het lied is gebaseerd op een lied van Eleanor Farjeon uit 1931 met een melodielijn uit een oud-Gaeliclied Bunessan. Cat Stevens wilde het opnemen maar zat met een probleem; het was veel te kort als elpeetrack dan wel single. De dan van Strawbs bekende Rick Wakeman was in de studio als studiomuzikant en ze vroegen hem of hij nog iets had dat als intro kon dienen. Wakeman was toen al bezig met zijn soloalbums en Stevens en Samwell-Smith hadden daar iets van opgepikt. Wakeman weigerde omdat dat ten koste zou gaan van zijn eigen album. Hij speelde echter een deuntje voor, dat vanaf dan bekend werd als hét intro van Morning Has Broken. Intro en deuntje waren toch nog te kort en zo werd de intro in het midden en het eind herhaald. Wakeman was toen nog relatief onbekend; hij zou voor zijn bijdragen 9 Britse ponden ontvangen. Stevens hield zich volgens Wakeman niet aan de afspraak; zijn naam werd niet genoemd op elpee dan wel single en de 9 BP werd niet overgemaakt, ondanks het feit dat de single een hit werd in allerlei landen.
Stevens wilde het nummer meenemen op tournee, probleem was echter dat de muziek niet uitgeschreven was. Stevens belde daarop Wakeman op met het verzoek of hij het nog een keer wilde voorspelen. Volgens Wakeman zelf vroeg hij wàt hij dan moest voorspelen. Stevens zei: 'Dat stukje dat je gespeeld hebt voor Morning Has Broken'. Wakeman zei dat hij het toch niet gespeeld kon hebben omdat hij noch betaald was, noch op de hoes vermeld was. Deze misstap in zijn muzikale loopbaan is al jaren een kwestie die Wakeman aankaart tijdens zijn concerten, waarbij hij het nummer instrumentaal speelt en voorziet van een praatje, dat hij afsluit met de opmerking dat hij daarom zijn vleugel altijd zo neerzet dat niemand kan zien hoe hij het speelt.

## Hitnotering
| "Morning Has Broken" in de Nederlandse Top 40 - Binnen: 12-02-1972 | "Morning Has Broken" in de Nederlandse Top 40 - Binnen: 12-02-1972 | "Morning Has Broken" in de Nederlandse Top 40 - Binnen: 12-02-1972 | "Morning Has Broken" in de Nederlandse Top 40 - Binnen: 12-02-1972 | "Morning Has Broken" in de Nederlandse Top 40 - Binnen: 12-02-1972 | "Morning Has Broken" in de Nederlandse Top 40 - Binnen: 12-02-1972 | "Morning Has Broken" in de Nederlandse Top 40 - Binnen: 12-02-1972 | "Morning Has Broken" in de Nederlandse Top 40 - Binnen: 12-02-1972 | "Morning Has Broken" in de Nederlandse Top 40 - Binnen: 12-02-1972 | "Morning Has Broken" in de Nederlandse Top 40 - Binnen: 12-02-1972 | "Morning Has Broken" in de Nederlandse Top 40 - Binnen: 12-02-1972 |
| Week                                                               | 1                                                                  | 2                                                                  | 3                                                                  | 4                                                                  | 5                                                                  | 6                                                                  | 7                                                                  | 8                                                                  | 9                                                                  |                                                                    |
| ------------------------------------------------------------------ | ------------------------------------------------------------------ | ------------------------------------------------------------------ | ------------------------------------------------------------------ | ------------------------------------------------------------------ | ------------------------------------------------------------------ | ------------------------------------------------------------------ | ------------------------------------------------------------------ | ------------------------------------------------------------------ | ------------------------------------------------------------------ | ------------------------------------------------------------------ |
| Nummer                                                             | 29                                                                 | 10                                                                 | 7                                                                  | 5                                                                  | 6                                                                  | 10                                                                 | 18                                                                 | 32                                                                 | 37                                                                 | uit                                                                |

| "Morning Has Broken" in de Nederlandse Single Top 100 - Binnen: 12-02-1972 | "Morning Has Broken" in de Nederlandse Single Top 100 - Binnen: 12-02-1972 | "Morning Has Broken" in de Nederlandse Single Top 100 - Binnen: 12-02-1972 | "Morning Has Broken" in de Nederlandse Single Top 100 - Binnen: 12-02-1972 | "Morning Has Broken" in de Nederlandse Single Top 100 - Binnen: 12-02-1972 | "Morning Has Broken" in de Nederlandse Single Top 100 - Binnen: 12-02-1972 | "Morning Has Broken" in de Nederlandse Single Top 100 - Binnen: 12-02-1972 | "Morning Has Broken" in de Nederlandse Single Top 100 - Binnen: 12-02-1972 | "Morning Has Broken" in de Nederlandse Single Top 100 - Binnen: 12-02-1972 | "Morning Has Broken" in de Nederlandse Single Top 100 - Binnen: 12-02-1972 |
| Week                                                                       | 1                                                                          | 2                                                                          | 3                                                                          | 4                                                                          | 5                                                                          | 6                                                                          | 7                                                                          | 8                                                                          |                                                                            |
| -------------------------------------------------------------------------- | -------------------------------------------------------------------------- | -------------------------------------------------------------------------- | -------------------------------------------------------------------------- | -------------------------------------------------------------------------- | -------------------------------------------------------------------------- | -------------------------------------------------------------------------- | -------------------------------------------------------------------------- | -------------------------------------------------------------------------- | -------------------------------------------------------------------------- |
| Nummer                                                                     | 22                                                                         | 17                                                                         | 7                                                                          | 5                                                                          | 5                                                                          | 8                                                                          | 15                                                                         | 21                                                                         | uit                                                                        |

### Evergreen Top 1000
| Evergreen Top 1000 "Morning Has Broken" | Evergreen Top 1000 "Morning Has Broken" | Evergreen Top 1000 "Morning Has Broken" | Evergreen Top 1000 "Morning Has Broken" | Evergreen Top 1000 "Morning Has Broken" | Evergreen Top 1000 "Morning Has Broken" | Evergreen Top 1000 "Morning Has Broken" | Evergreen Top 1000 "Morning Has Broken" | Evergreen Top 1000 "Morning Has Broken" | Evergreen Top 1000 "Morning Has Broken" | Evergreen Top 1000 "Morning Has Broken" | Evergreen Top 1000 "Morning Has Broken" | Evergreen Top 1000 "Morning Has Broken" | Evergreen Top 1000 "Morning Has Broken" | Evergreen Top 1000 "Morning Has Broken" | Evergreen Top 1000 "Morning Has Broken" | Evergreen Top 1000 "Morning Has Broken" |
| Jaar                                    | 2008                                    | 2009                                    | 2010                                    | 2011                                    | 2012                                    | 2013                                    | 2014                                    | 2015                                    | 2016                                    | 2017                                    | 2018                                    | 2019                                    | 2020                                    | 2021                                    | 2022                                    | 2023                                    |
| --------------------------------------- | --------------------------------------- | --------------------------------------- | --------------------------------------- | --------------------------------------- | --------------------------------------- | --------------------------------------- | --------------------------------------- | --------------------------------------- | --------------------------------------- | --------------------------------------- | --------------------------------------- | --------------------------------------- | --------------------------------------- | --------------------------------------- | --------------------------------------- | --------------------------------------- |
| Positie                                 | 127                                     | 18                                      | 173                                     | 173                                     | 204                                     | 96                                      | 27                                      | 46                                      | 49                                      | 71                                      | 79                                      | 112                                     | 83                                      | 83                                      | 93                                      | 128                                     |

### NPO Radio 2 Top 2000
| Nummer met noteringen in de NPO Radio 2 Top 2000 | '99 | '00 | '01 | '02 | '03 | '04 | '05 | '06 | '07 | '08 | '09 | '10 | '11 | '12 | '13 | '14 | '15 | '16 | '17 | '18 | '19 | '20 | '21 | '22 | '23 | '24 |
| ------------------------------------------------ | --- | --- | --- | --- | --- | --- | --- | --- | --- | --- | --- | --- | --- | --- | --- | --- | --- | --- | --- | --- | --- | --- | --- | --- | --- | --- |
| Morning Has Broken                               | 203 | 168 | 131 | 78  | 88  | 76  | 104 | 118 | 97  | 94  | 124 | 115 | 165 | 291 | 313 | 276 | 310 | 291 | 295 | 640 | 674 | 683 | 627 | 728 | 817 | 720 |

1. ↑  Een vetgedrukt getal geeft de hoogste notering aan.